# Загребська обсерваторія
Загребська астрономічна обсерваторія — астрономічна обсерваторія, розташована в Загребі, на старовинній Попівській вежі. Заснована в 1903 році і знаходиться у віданні Загребського астрономічного товариства. Головною діяльністю обсерваторії є освітня.

## Розташування та обладнання
Головним телескопом обсерваторії є рефрактор TMB APO 175/1400 мм, встановлений у 2007 році. Старий телескоп фірми Zeiss (130/1950 мм) встановлено паралельно першому; з його допомогою після встановлення додаткового обладнання планується проводити фотозйомку Сонця у лініу водню Hα. Також в обсерваторії є кілька менших портативних телескопів, серед них — Celestron 200/2000 мм і Konus refractor 80/900 мм.
Обсерваторія розташована у центрі міста, неподалік головної площі. Розташована на вулиці Опатичка (хорв. Opatička ulica), на останньому поверсі вежі, яка було споруджена у XIII столітті за часів загрози татарської навали, знаходилась у володінні Загребського архієпископа і за це отримала назву Попівська вежа (хорв. Popov Toranj). Окрім безпосередньо купола на верхній терасі, обсерваторія містить лекційну залу на 50 осіб, фотолабораторію, 5 офісів, бібліотеку та невеликий коворкінг.

## Загребська обсерваторія
Обсерваторія була заснована Хорватським товариством природничих наук. Приміщення на вершині вежі були надані міським урядом, який також фінансував реконструкцію та встановлення купола. Відкриття відбулося 5 грудня 1903. Першим керівником її був Отон Кучера, відомий хорватський популяризатор науки.
Астероїд номер 589, відкритий у 1906 році Августом Копффом в Гейдельберзькій обсерваторії, на честь відкриття Загребської обсерваторії отримав назву «Хорватія».
Попри очікування Кучери, обсерваторія не стала дослідницьким центром — через брак фахівців. Вона завжди використовувалась переважно для популяризації науки. У середині XX століття набули популярності видання на есперанто, випущені під егідою обсерваторії. Вона була закрита в період Другої світової війни. У 1963 році обсерваторія та Хорватське астрономічне товариство зробили важливий внесок у культуру міста, сконструювавши планетарій. Пізніше його було передано в дар Технічному музею, де він функціонує досі. В 1966 році старий телескоп обсерваторії був замінений на рефрактор Zeiss.
У середині 1980-х будівлю обсерваторії було відремонтовано. У 1992 році було встановлено новий купол, тоді ж зазнало оновлення обладнання. В даний час обсерваторія є місцем зустрічі любителів астрономії та інших наук. Тут відбуваються спостереження за нічним небом, лекції та інші освітні заходи на астрономічну тематику. Наукові дослідження обсерваторії присвячені фізиці Сонця та проводяться у співпраці з Хварською обсерваторією.